# Erianthus guttatus
Erianthus guttatus is een rechtvleugelig insect uit de familie Chorotypidae. De wetenschappelijke naam van deze soort is voor het eerst geldig gepubliceerd in 1841 door Westwood.